# Sacavillque Chico
Sacavillque Chico (auch Sacahuillki Chico) ist eine Ortschaft im Departamento Chuquisaca im südamerikanischen Andenstaat Bolivien.

## Lage
Sacavillque Chico ist der größte Ort des Kanton Pirhuani im Municipio San Lucas in der Provinz Nor Cinti. Die Ortschaft liegt auf einer Höhe von 1912 m am linken, westlichen Ufer des Río Picachu, der acht Kilometer flussabwärts in den Río Pilcomayo mündet.

## Geographie
Sacavillque Chico liegt zwischen dem Altiplano im Westen und dem Tiefland im Osten in einem der Seitentäler der bolivianischen Cordillera Central. Das Klima der Region ist ein ausgesprochenes Tageszeitenklima, bei dem die Temperaturunterschiede zwischen Tag und Nacht deutlicher schwanken als die Durchschnittswerte zwischen Sommer und Winter.
Die jährliche Durchschnittstemperatur liegt bei 14 °C (siehe Klimadiagramm Azurduy), die Monatswerte schwanken zwischen 10 °C im Juni/Juli und 16 °C im Dezember/Januar. Der Jahresniederschlag hat einen Wert von knapp 550 mm, mit einer Trockenzeit und monatlichen Werten unter 10 mm von Mai bis August, und Höchstwerten von 100 bis 110 mm von Dezember bis Februar.

## Verkehrsnetz
Sacavillque Chico in einer Entfernung von 392 Straßenkilometern südlich von Sucre, der Hauptstadt des Departamentos.
Durch Sucre führt die Nationalstraße Ruta 5, die von der Cordillera Oriental quer über den Altiplano zur chilenischen Grenze führt. Von Sucre aus führt die Straße 169 Kilometer in südwestlicher Richtung nach Potosí, wo sie auf die nord-südlich verlaufende Ruta 1 trifft. Von dort sind es auf der Ruta 1 noch einmal 122 Kilometer bis nach Padcoyo. Von dort führt eine nach Osten verlaufende unbefestigte Landstraße über Ocurí, Cinteño Tambo und Palacio Tambo weiter nach Laja Khasa. Etwa fünfundzwanzig Kilometer nordöstlich von Laja Khasa überschreitet die Straße kurzzeitig die Höhe von 4500 Metern und fällt auf den folgenden sechs Kilometern wieder auf etwa 4000 Meter. Nach insgesamt 31 Kilometern biegt eine Seitenstraße in nördlicher Richtung zur Siedlung Canchas Blancas ab. Einen Kilometer später zweigt eine Nebenstraße in südlicher Richtung ab, lässt im weiteren Verlauf Pirhuani links liegen, erreicht nach insgesamt 61 Kilometern Ojeda und weitere neun Kilometer später Sacavillque Chico; von hier aus führt die Straße nach noch einmal zwölf Kilometern nach Sacavillque Grande.

## Bevölkerung
Die Einwohnerzahl der Ortschaft ist im vergangenen Jahrzehnt angestiegen:
| Jahr | Einwohner         | Quelle       |
| ---- | ----------------- | ------------ |
| 1992 | keine Detaildaten | Volkszählung |
| 2001 | 519               | Volkszählung |
| 2012 | 590               | Volkszählung |
| 2024 |                   | Volkszählung |

Die Region weist einen hohen Anteil an Quechua-Bevölkerung auf, im Municipio San Lucas sprechen 98,6 Prozent der Bevölkerung Quechua.